# Логинов, Владимир Иванович (Герой Советского Союза)
Влади́мир Ива́нович Ло́гинов (15 сентября 1923; город Белая Церковь ныне Киевской области — 27 апреля 1966, город Москва) — Герой Советского Союза (1945), полковник (1959).

## Биография
Родился 15 сентября 1923 года в городе Белая Церковь Киевской губернии Украинской ССР. В 1941 году окончил 10 классов школы.
В армии с июля 1941 года. В марте 1942 года окончил ускоренный курс Омского военного пехотного училища. В апреле 1942 — октябре 1943 — командир взвода противотанковых ружей 157-го Московского укрепрайона.
Участник Великой Отечественной войны: в октябре 1943 — мае 1945 — командир взвода противотанковых ружей и командир стрелковой роты 110-го гвардейского стрелкового полка (Центральный, 1-й и 2-й Белорусские фронты). Участвовал в Гомельско-Речицкой, Полесской, Люблин-Брестской, Восточно-Прусской, Восточно-Померанской и Берлинской операциях. В боях был дважды легко ранен — в январе и октябре 1944 года.
Особо отличился в ходе Люблин-Брестской операции. В июле 1944 года, действуя в авангарде полка, первым форсировал реку Западный Буг юго-западнее города Брест (Белоруссия). У сёл Новосюлки и Яблечна (27 км севернее города Влодава, Люблинское воеводство, Польша) его рота овладела плацдармом, при отражении 4 контратак уничтожила более 100 и пленила 38 гитлеровцев. Лично захватил в плен четверых солдат и офицера. При преследовании врага, когда у шоссе Брест-Варшава две роты полка оказались отрезанными, принял командование на себя. За день боёв роты уничтожили до 200 гитлеровцев и много техники. Вывел роты с небольшими потерями на соединение с полком.
За мужество и героизм, проявленные в боях, Указом Президиума Верховного Совета СССР от 24 марта 1945 года гвардии капитану Логинову Владимиру Ивановичу присвоено звание Героя Советского Союза с вручением ордена Ленина и медали «Золотая Звезда».
До 1950 года служил в пехоте командиром батальона и командиром роты, начальником штаба батальона (в Северной группе войск в Польше, Московском военном округе и Группе советских войск в Германии). В 1953 году окончил Военную академию имени М. В. Фрунзе. В 1953—1954 — офицер управления укомплектования и службы войск Генерального штаба, в 1954—1955 — старший адъютант 1-го заместителя министра обороны СССР, в 1955—1956 — старший адъютант министра обороны СССР.
В 1956—1961 — заместитель командира механизированного полка, заместитель командира и командир мотострелкового полка, заместитель командира мотострелковой дивизии (в Группе советских войск в Германии). В 1963 году окончил Военную академию Генштаба. В 1963—1964 — старший офицер в Главном штабе Сухопутных войск. С сентября 1964 года полковник В. И. Логинов — в отставке.
Жил в Москве. Умер 27 апреля 1966 года. Похоронен на Головинском кладбище в Москве.

## Награды
- Герой Советского Союза (24.03.1945);
- орден Ленина (24.03.1945);
- орден Красного Знамени (29.07.1944);
- орден Отечественной войны 1-й степени (21.05.1945);
- орден Красной Звезды (30.12.1956);
- медали.

## Память
- В городе Белая Церковь его имя носит улица.
- В городе Белая Церковь именем В. И. Логинова также названа школа, на здании которой установлена мемориальная доска.